# مطثية أكاجية
مطثية أكاجية (الاسم العلمي: Clostridium akagii) هي نوع من البكتيريا يتبع جنس المطثية من الفصيلة المطثاوية.